# Handpump (öl)

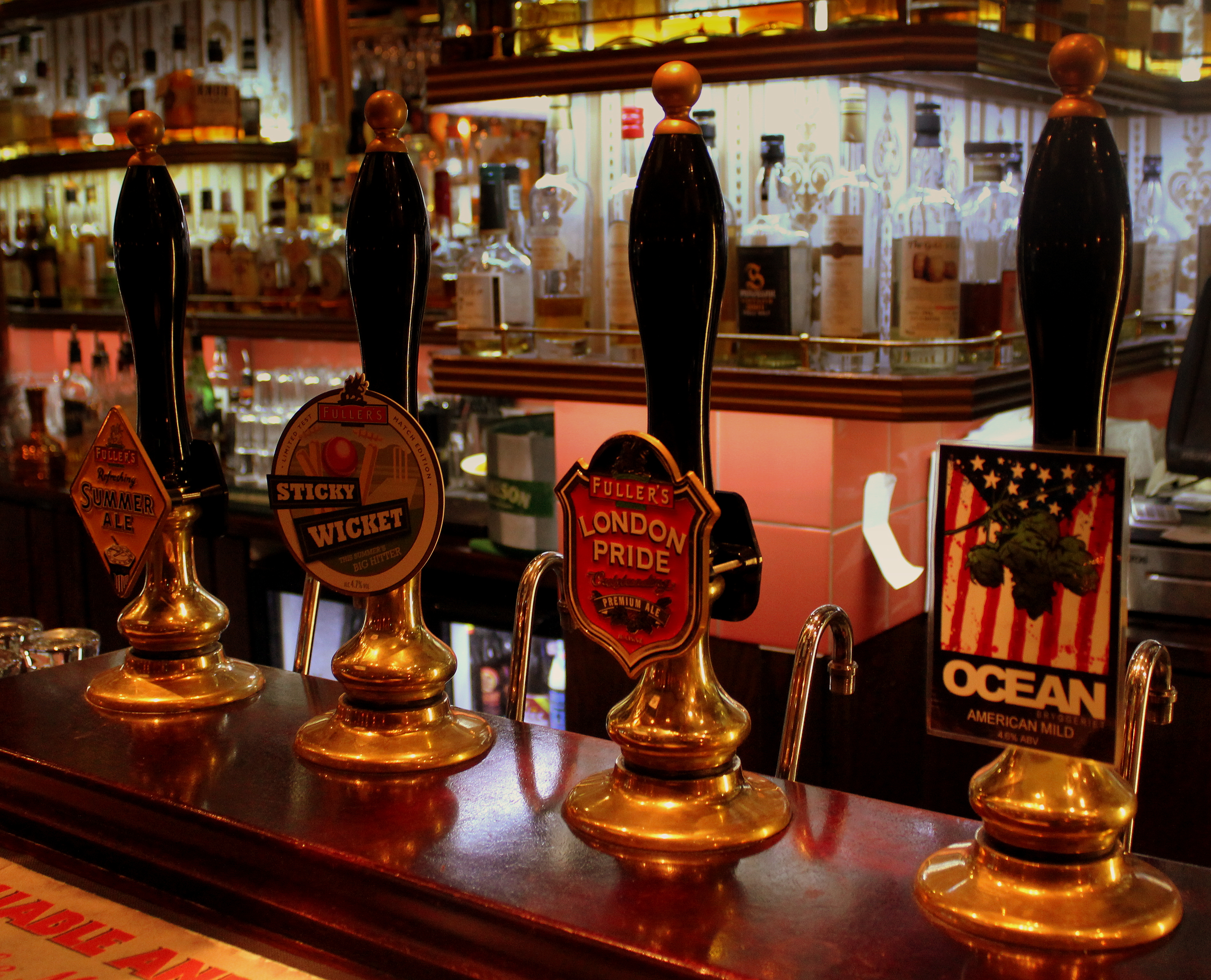
Handpumpar för olika sorters öl.

En handpump för öl är en apparat som används för att servera öl. Beroende på vilken öltyp det gäller kan konstruktionen för olika handpumpar skilja sig markant.
Normalt är den handmanövrerad och installerad så att den via slang- eller rörsystem hämtar ölen från ett ölfat i en ölkällare eller i att kylrum.
Den traditionella, handmanövrerade handpumpen uppfanns av låssmeden och ingenjören Joseph Bramah.
Ölpumpar kan sedan 2008 även köpas i Sverige. Systembolaget släppte restriktionerna på att inte sälja ölfat 2007.